# Queichheim
Queichheim is een plaats in de Duitse gemeente Landau in der Pfalz, deelstaat Rijnland-Palts, en telt 3100 inwoners (2007).